# Karel De Gucht
Karel Lodewijk Georgette Emmerence De Gucht (Overmere, 27 gennaio 1954) è un politico belga.

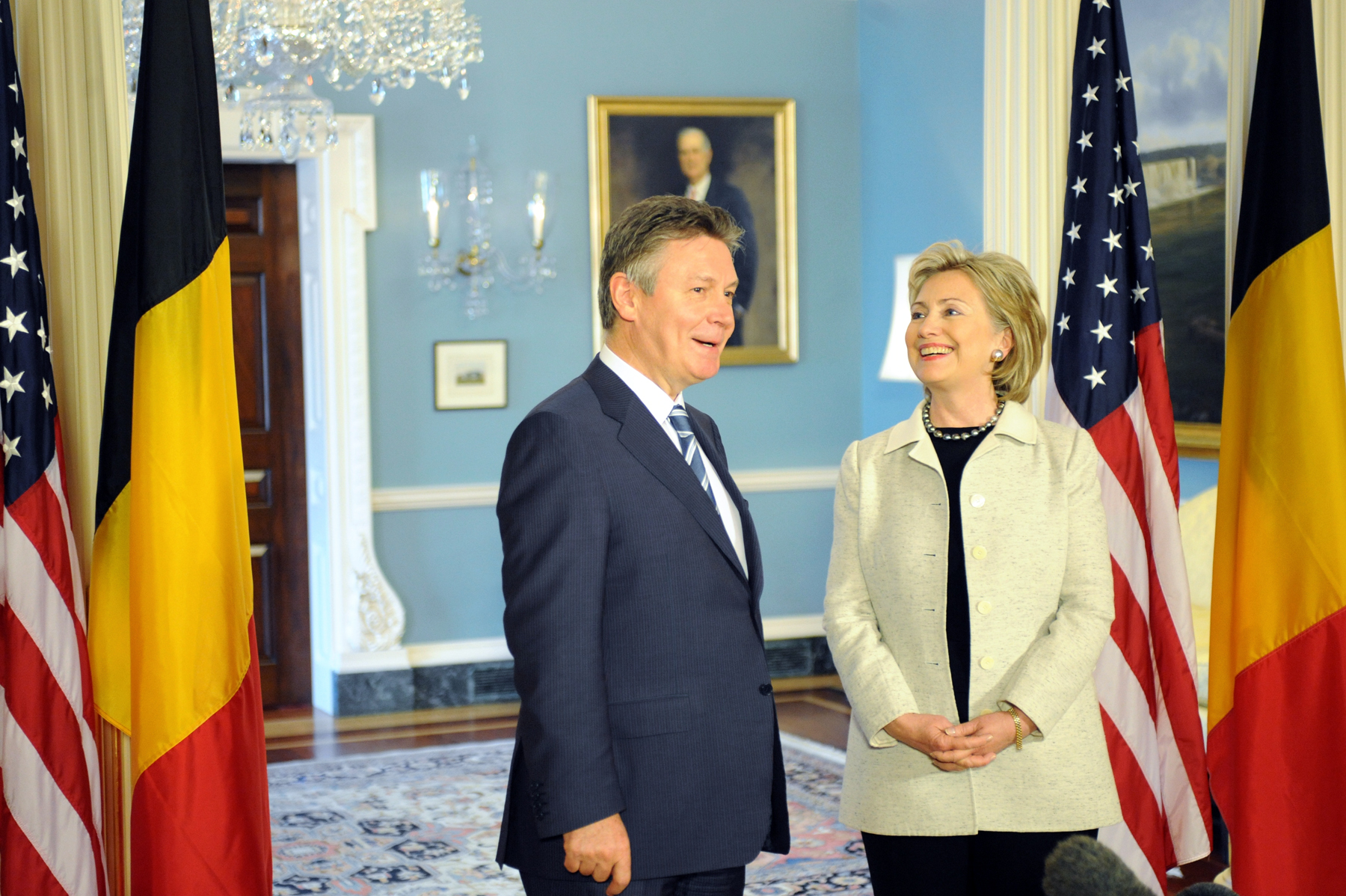
Karel De Gucht incontra il Segretario di Stato americano Hillary Clinton il 22 maggio 2009

È stato Ministro federale degli affari esteri e Vice primo ministro del Belgio, presidente dei Liberali e Democratici Fiamminghi Aperti e a livello europeo Commissario europeo per la cooperazione internazionale, gli aiuti umanitari e la risposta alle crisi nella Commissione Barroso I e commissario europeo per il Commercio nella Commissione Barroso II.

## Biografia

### Origine
Karel De Gucht, è figlio di un agricoltore di Overmere. Si è laureato presso l'Ateneo Reale di Aalst (provincia delle Fiandre Orientali) nel 1971 e laureato in giurisprudenza presso la Vrije Universiteit Brussel nel 1976. Si è rapidamente impegnato in politica, in parallelo ad una carriera legale. Sposò Mireille Schreurs, giudice della polizia a Aalst. Massone, è membro della loggia Ontwaken del Grande Oriente del Belgio.

### Carriera professionale
Dal 1976 al 2001 Karel De Gucht, lavora come avvocato e svolge questa attività in collaborazione con i suoi primi impegni politici. Ha lavorato a Merit Capital, un manager patrimoniale..

### Carriera politica
In precedenza De Gucht è stato Commissario europeo per lo Sviluppo e l'Aiuto umanitario, ministro degli esteri del Belgio e segretario del partito dei Liberali e Democratici Fiamminghi (VLD), un partito politico belga.
De Gucht è stato membro del Parlamento europeo dal 1980 al 1994, membro del parlamento fiammingo dal 1999 al 2003 e membro del parlamento federale del Belgio dal 2003. Nel luglio 2004 venne nominato ministro degli esteri del Belgio.
De Gucht è stato al centro di alcune polemiche per alcune sue dichiarazioni poco rispettose nei confronti di suoi colleghi di partito e del primo ministro olandese Jan Peter Balkenende. Nel 2004 dichiarò che "c'è un problema con la classe politica in Congo", suscitando polemiche e accuse di neocolonialismo. Nel settembre 2010 alcune sue dichiarazioni sulle difficoltà del processo di pace in Medio Oriente, sugli ebrei e sulla lobby ebraica negli Stati Uniti spinsero il Congresso ebraico europeo a chiedere una rettifica e delle scuse a De Gucht.
Nel novembre 2008, mentre era ministro degli esteri, De Gucht venne accusato di insider trading riguardo al salvataggio della banca Fortis da parte del governo belga, ma l'inchiesta venne archiviata.

## Posizioni

### Vlaams Blok e cordon sanitaire
Al ricevimento del nuovo anno del suo partito il 15 gennaio 2001, De Gucht ha ribadito la necessità di mantenere un cordon sanitaire rispetto al Vlaams Blok, che egli chiama mestkevers (trad. Litt. "Scarabei"), cioè scarabeo stercorario. Nell'aprile 2007, ha pubblicato un libro chiamato Pluche. Over de banalisering van extreemrechts (Pluche, sulla banalizzazione dell'estrema destra).

### Posizioni sul libero scambio economico
Nel giugno 2012, De Gucht avrebbe detto sul probabile rifiuto massiccio del trattato Anti-Counterfeiting Trade Agreement (ACTA) dal Parlamento europeo: « Se si decide di un voto negativo davanti alla Corte europea, lasciate che vi dica che la Commissione continuerà a proseguire l'attuale procedura dinanzi alla Corte di giustizia, come ci impegniamo. Un voto negativo non interromperà il procedimento dinanzi alla Corte di giustizia. » Dopo il voto del 4 luglio 2012 del Parlamento europeo Karel De Gucht continua ad ignorare il rifiuto europeo dell'Acta per farsi coinvolgere nel contratto del negoziato CETA tra il Canada e l'Unione europea. Il progetto CETA contiene passaggi copiati / incollati dall'ACTA sulla base della quadratura netta. Come commissario europeo per il commercio, coordina con i suoi colleghi statunitensi Michael Froman i cicli di negoziazione del trattato transatlantico tra l'UE e gli Stati Uniti.
Karel De Gucht che è un avvocato di formazione, è stato duramente criticato nel mese di ottobre 2012 sulle posizioni protezionistiche del Ministro francese del Recupero industriale Arnaud Montebourg, sostenendo che « la Francia non può, da sola, ridistribuire le carte del commercio mondiale. »
Il 6 marzo 2013, Karel de Gucht ha ripetuto questa critica in un'intervista con il quotidiano francese Le Monde sulla futura negoziazione di un accordo di libero scambio transatlantico chiamato mercato transatlantico (Transatlantic Free Trade Area) tra la Comunità europea e gli Stati Uniti, dicendo in un'intervista: "la Francia non è un paese di libero commercio", e commentando ancora una volta di Arnaud Montebourg, ministro del "recupero produttivo" del governo francese: « non ho mai visto M. Montebourg, ma quello che mi differenzia da lui è che lui è soddisfatto di un approccio difensivo, perché non crede nei nostri interessi offensivi. Vuole difendere tutto, per paura di perdere tutto. Questa è una mancanza di fiducia, ed è un approccio fallito ».

## Controversie politiche

### Con il Primo ministro dei Paesi Bassi
Nel 2005, De Gucht è stato coinvolto in un incidente diplomatico con i Paesi Bassi, quando ha descritto il primo ministro Jan Peter Balkenende come "un mix tra Harry Potter e un borghese rigido, senza carisma" in un'intervista pubblicata nell'edizione del 4 giugno del quotidiano belga Het Laatste Nieuws, il più grande traguardo del paese.

### Con il Congo e Joseph Kabila
Dal momento della sua nomina, De Gucht è stato notato nel suo approccio, alcuni si sentono poco diplomatici della Repubblica Democratica del Congo, in particolare durante il suo viaggio nel mese di aprile 2008 nella Repubblica Democratica del Congo, dove mette in dubbio la capacità dei leader congolesi. La sua precedente visita nel febbraio 2005, è stata caratterizzata da un incidente: un dossier per la stampa distribuita ai giornalisti belgi che lo accompagnavano ha sostenuto un'ipotesi circa l'origine estera del presidente Joseph Kabila. Mentre in Belgio, la critica di De Gucht è più sulla forma che sullo sfondo, Joseph Kabila è stato talvolta molto infastidito dalle critiche del ministro belga, parlando di arroganza e relazioni master-slave. Dopo le sue osservazioni, Karel è stato dichiarato persona non grata nella RDC il 7 gennaio 2009.

### Sospettato di scambiare gli insider
Nel novembre 2008, il ministro è stato incaricato di intraprendere un trading insider nel caso di fallimento della Banca Fortis Il ministro avrebbe consigliato a sua moglie e al suo cognato di scartare il più presto le azioni di Fortis prima dell'annuncio pubblico dei problemi della banca e la sospensione delle vendite di azioni. Tuttavia, le incriminazioni delle camere di Gand, seguendo il consiglio del procuratore generale, ha messo fuori causa Karel De Gucht l'8 settembre 2009 e il pubblico ministero ha quindi richiesto di non dar luogo a procedere.

### Lobby ebraica e pace in Medio Oriente
Intervistato il 2 settembre 2010 nel programma De Ochtend mostra sulla radio pubblica fiamminga Radio Één, il commissario De Gucht ha dichiarato in particolare che « la lobby ebraica a Capitol Hill non dovrebbe essere sotto-estimata » e che il primo ministro israeliano Benjamin Netanyahu era « certamente non una colomba », aggiungendo, « non sottovalutare neanche il parere dell'Ebreo medio al di fuori di Israele », in cui v'è « la convinzione di essere nel giusto », « non è facile, anche con un ebreo moderato, di avere una conversazione razionale ». Queste dichiarazioni hanno provocato forti reazioni e richieste di "licenziamento" del commissario europeo dal Congresso ebraico europeo e il Comitato di coordinamento delle organizzazioni ebraiche del Belgio, ma il presidente della Commissione europea ha annunciato l'8 settembre che lui non sancirà Karel De Gucht.
Le frasi di Karel De Gucht gli valsero il 6º premio delle espressioni più antisemite durante l'anno da parte del Centro Simon Wiesenthal;

## Vita privata
De Gucht è sposato con Mireille Schreurs, un giudice. Vivono a Berlare e hanno due figli, Frédéric e Jean-Jacques De Gucht.